# Estatuto de Gobierno del Distrito Federal
El Estatuto de Gobierno del Distrito Federal es el ordenamiento por el cual, junto a la Constitución Política de los Estados Unidos Mexicanos, se rige el territorio del Distrito Federal
El Estatuto entró el vigor el miércoles 27 de julio de 1994:
, un día después de su publicación en la Diario Oficial de la Federación, luego de su aprobación por el Congreso de la Unión.
Contiene el conjunto de leyes y disposiciones que rigen la vida política del Distrito Federal y es la base sobre la que se despliegan todos los ordenamientos de carácter público en el territorio que contiene a la capital de México.

## Contenido
- Título Primero – Disposiciones generales
- Título Segundo – De las obligaciones y derecho de carácter público
- Título Tercero - De las atribuciones de los Poderes de la Unión para el Gobierno del Distrito Federal
- Título Cuarto – De las bases de la organización y facultades de los órganos locales de gobierno del Distrito Federal
- Título Quinto – De las bases para la organización de la administración pública del Distrito Federal y la distribución de atribuciones entre sus órganos
- Título Sexto – De las autoridades electorales locales y los partidos políticos
- Título Séptimo – Del régimen patrimonial del Distrito Federal